# John C. Fleming
John Calvin Fleming, Jr (Meridian, 5 de julho de 1951) é um político, médico, empresário e militar da Marinha dos Estados Unidos. De 2009 a 2017, integrou a Câmara dos Representantes dos Estados Unidos pelo estado da Louisiana. Desde março de 2019 integra o governo de Donald Trump, primeiramente exercendo funções no Departamento de Saúde e em seguida no de Comércio.